# Zikisso
Zikisso è una città, sottoprefettura e comune della Costa d'Avorio, situata nel dipartimento di Lakota. Conta una popolazione di 9 698 abitanti (censimento 2014).